# Oenoni II
Oenoni II is een bestuurslaag in het regentschap Kupang van de provincie Oost-Nusa Tenggara, Indonesië. Oenoni II telt 1210 inwoners (volkstelling 2010).